# Michael Sadler

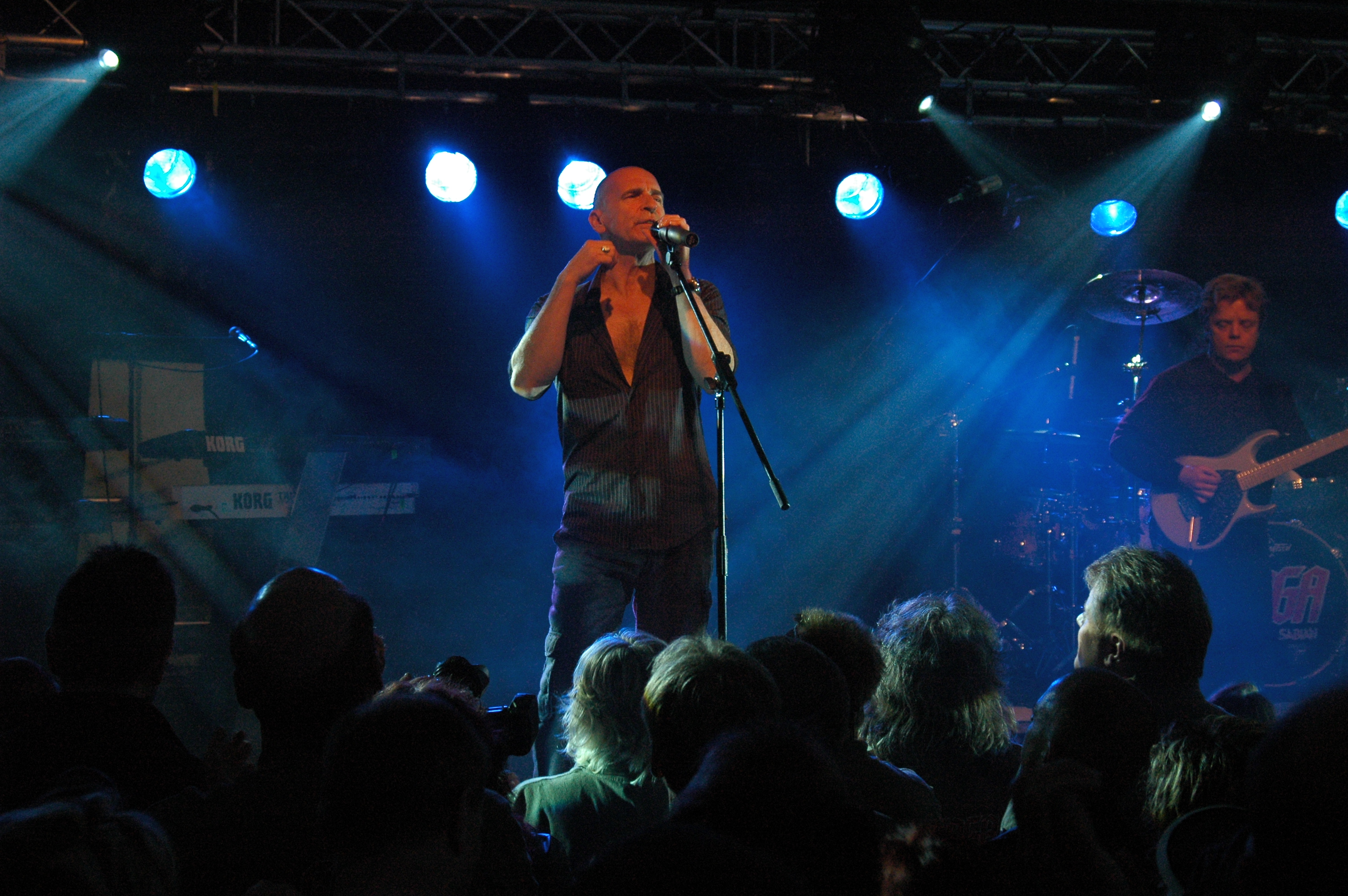
Michael Sadler (2007)

Michael Sadler (* 5. Juli 1954 in Penarth, Wales) ist ein walisischer Sänger und Gründungsmitglied der kanadischen Neo-Prog-Rockband Saga.

## Biografie
Michael Sadler arbeitete ursprünglich als Zeichner in einem Grafik-Studio. Zusammen mit Jim Crichton, Steve Negus und Peter Rochon gründete er 1977 die Gruppe The Pockets in Toronto, Kanada als Vorläufer von Saga. Sadler ist als charismatischer Sänger Mittelpunkt der Band. Als Multiinstrumentalist spielt er auch Bass und Keyboard. Zusammen mit Steve Negus spielte er das Schlagzeugdoppelsolo „A Brief Case“ (LP Saga in Transit - live, 1982). Sadler verließ Saga 2007 aus privaten Gründen, kehrte aber im Januar 2011 nach einer offiziellen Ankündigung der Band wieder als Sänger und Frontmann zurück.
1994 sang Sadler zusammen mit Justin Hayward und dem Frankfurt Rock Orchester Lieder der Moody Blues auf dem Album Justin Hayward & friends sing the Moody Blues Classic Hits. 2008 arbeitete er mit ORSO - The Rock Symphony Orchestra zusammen.
Neben seiner Arbeit mit Saga veröffentlichte er zwei Soloalben, bei denen er jeweils mit dem deutschen Gitarristen Marcus Deml zusammen arbeitete.

## Alben
- Back Where You Belong (1998)
- Clear (2004)

## Alben mit Saga
- Saga (1978)
- Images at Twilight (1979)
- Silent Knight (1980)
- Worlds Apart (1981)
- Saga in Transit - live (1982)
- Heads or Tales (1983)
- Behaviour (1985)
- Wildest Dreams (1987)
- The Beginners Guide Throwing Shapes (1989)
- The Security of Illusion (1993)
- Steel Umbrellas (1994)
- Generation 13 (1995)
- Pleasure & The Pain (1997)
- Phase One (1998)
- Full Circle (1999)
- House of Cards (2001)
- Marathon (2003)
- Network (2004)
- Trust (2006)
- 10.000 Days (2007)
- Contact - Live in Munich (2009)
- 20/20 (2012)
- Spin It Again - Live in Munich (2013)
- Sagacity (2014)
- Live in Hamburg (2016)
- So Good so Far - Live at Rock of Ages (2018)
- Symmetry (2021)

## Weitere Alben mit Michael Sadler als Sänger
- Chris De Burgh The Getaway (1982)
- Ozzy Osborn No Rest for the Wicked (1988)
- Magnum: Goodnight L.A. (1990)
- Bobby Kimball: Rise Up (1994)
- Frankfurt Rock Orchester: Justin Hayward & friends sing the Moody Blues Classic Hits (1994)
- Rudy's Journey: Rudy's Journey (2001, Band von PUR-Gitarrist Rudi Buttas)
- Sheela: Straight Hearted Ones (2001)
- Chain: chain.exe (2004)
- Henning Pauly: Babysteps (2006)
- Transmission: ID, ego and superego (2007)
- Rosewell Six: Terra Incognita (2009)
- Rosewell Six: A Line in the Sand (2010)